# Elisabetta Querini (1628-1709)
Elisabetta Querini (Venezia, 12 novembre 1628 – Venezia, 19 gennaio 1709) è stata una nobildonna italiana, consorte del doge veneziano Silvestro Valier.

## Biografia
Esponente del ramo "Stampalia" dei patrizi Querini, era figlia di Paolo e Bianca Ruzzini. Registrata come "Isabetta Paolina", fu soprannominata "Betta" dai familiari; era un omaggio all'omonima antenata, amica di Pietro Bembo, Tiziano Vecellio e Giovanni Della Casa, nonché moglie di Lorenzo Massolo.
Educata in monastero, fu successivamente destinata al matrimonio con un rampollo di una famiglia prestigiosa. L'8 luglio 1649 convolò a nozze con Silvestro di Bertucci Valier; all'epoca la sposa aveva ormai vent'anni e lo sposo due di meno, segno forse che le trattative non furono facili.
Silvestro proveniva da una famiglia notevole, in cui numerosi membri avevano ricoperto ruoli politici di rilievo. Anche suo padre fu un importante statista, benché non fosse mai riuscito ad ottenere la nomina a procuratore di San Marco. Questo permise al figlio di accedere alla carica di procuratore de supra (dietro l'esborso di 25 000 ducati da impiegare nella guerra di Candia) già lo stesso anno delle nozze. Poco dopo nacque l'unico figlio della coppia, Bertucci, morto ad appena quattro mesi.
Nel 1656 il suocero salì al soglio ducale (ma morì già due anni dopo), mentre il marito continuava la sua prestigiosa carriera politica. In questo periodo i coniugi cominciarono a distinguersi per la loro generosità verso i bisognosi e gli ospedali ed Elisabetta in particolare prese ad occuparsi della gestione di ospizi e altri istituti di assistenza, rafforzando la sua fama di dama virtuosa e caritatevole.
Il 25 febbraio 1694 Silvestro fu eletto a sua volta doge. In questa occasione fu abolito il divieto che impediva l'incoronazione delle dogaresse ed Elisabetta fece uno sfarzoso ingresso in Palazzo Ducale, a bordo del bucintoro e indossando una preziosa veste d'oro ornata di zibellini, il velo bianco, il corno ducale ingioiellato e una collana con una croce di diamanti (come fu ritratta da Niccolò Cassana). Fu anche raffigurata su una medaglia o osella incisa da Johann Franz Neidinger, mentre l'Accademia dei Ricovrati pubblicò due libri di prose e poesie, l'uno dedicato ad Elisabetta e contenente composizioni in onore del marito, l'altro, viceversa, rivolto a Silvestro e incentrato su questioni riguardanti le qualità femminili e l'amore coniugale.
Dopo l'incoronazione, a conferma della notorietà raggiunta, ricevette la visita di numerose autorità religiose, come il nunzio apostolico Giuseppe Archinto, il patriarca di Venezia Giovanni Alberto Badoer, il vescovo di Padova Gregorio Barbarigo, il patriarca di Aquileia Giovanni Dolfin. La incontrò anche l'ambasciatore di Francia, quello di Spagna, il duca di Parete Francesco Moles e il legato straordinario di Polonia Giovanni Bokum.
All'indomani dell'elezione, l'ospedale degli Incurabili le offrì un oratorio. Nel 1696 il somasco Francesco Caro le inviava un opuscolo riguardante l'incendio che nel 1686 aveva danneggiato l'ospedale dei Derelitti di cui era direttrice. Successivamente Marco Antonio Rimena le indirizzava un racconto sacro in cui sottolineava la sua generosità nella costruzione e nel restauro dei luoghi sacri e nell'ampliamento degli ospedali.
Dotata di carattere forte, su di lei cominciarono a circolare anche alcune critiche, in quanto spesso travalicava i limiti che le imponeva il suo ruolo di dogaressa. Si cominciò anche ad attribuirle una certa influenza sulla politica del marito.
Silvestro Valier morì il 7 luglio 1700. Privo di discendenti, lasciò ingenti lasciti a istituti pii, poveri, luoghi sacri, nonché alla Biblioteca Marciana e alla stessa Repubblica; 50 000 ducati furono destinati all'erezione del suo monumento funebre nella basilica dei Santi Giovanni e Paolo che doveva accogliere anche i resti di Elisabetta. Quest'ultima si occupò direttamente della realizzazione, interpellando l'architetto Andrea Tirali.
Elisabetta morì il 19 gennaio 1709. Il suo testamento, stilato l'11 aprile precedente e integrato da un'aggiunta il 1º gennaio, vedeva come erede residuario il cugino Giovanni Antonio Ruzzini, cui andarono anche il manto, la sottana, la dogalina e il corno ducale; alla congregazione delle Zitelle, di cui era governatrice, furono lasciati 10 000 ducati e case a Santa Maria Nuova, con l'obbligo di organizzarle il funerale, di commemorarla nell'anniversario della sua morte e di collocane il ritratto nella sala di riunione; a favore della chiesa degli Scalzi e della chiesa di Santa Maria Formosa istituì due mansionarie perpetue di 2 000 ducati ciascuna; altre somme di denaro furono elargite a monasteri (non solo a Venezia), singole monache, servitori e damigelle; la sua cospicua raccolta di gioielli e arredi fu distribuita ad amici e parenti; infine, si premurò di far tornare alla famiglia Querini beni e terre già compresi nella sua dote.